# بارایزه
بارایزه (به فرانسوی: Baraize) یک کمون در فرانسه است که در اندر واقع شده‌است. بارایزه ۱۶٫۳۹ کیلومتر مربع مساحت و ۳۱۳ نفر جمعیت دارد و ۲۴۴ متر بالاتر از سطح دریا واقع شده‌است.